# Episodi de Il giovane ispettore Morse (settima stagione)
La settima stagione della serie televisiva de Il giovane ispettore Morse, composta da 3 episodi, è stata trasmessa sul canale inglese ITV dal 9 al 23 febbraio 2020. In Italia è stata trasmessa su Giallo dal 19 novembre al 3 dicembre 2023.
| n° | Titolo originale | Titolo italiano | Prima TV originale | Prima TV Italia  |
| -- | ---------------- | --------------- | ------------------ | ---------------- |
| 1  | Oracle           | Oracolo         | 9 febbraio 2020    | 19 novembre 2023 |
| 2  | Raga             | Melodia indiana | 16 febbraio 2020   | 26 novembre 2023 |
| 3  | Zenana           | Zenana          | 23 febbraio 2020   | 3 dicembre 2023  |

## Oracolo
Regia di Shaun Evans

### Trama
Nel 1970 Endeavour vede un'opera a Venezia, mentre un macabro omicidio su un'alzaia di Oxford parla all'intuizione di Thursday.
A Venezia conosce anche una avvenente giovane donna che ritroverà ad Oxford; con il marito.

## Melodia indiana
Regia di Zam Salim

### Trama
Siamo alla vigilia delle elezioni generali degli anni '70 e mentre le tensioni razziali aumentano a Oxford, una tragedia colpisce un ristorante indiano, mettendo alla prova la lealtà dei componenti della famiglia indiana che lo gestisce.

## Zenana
Regia di Kate Saxon

### Trama
Endeavour scopre un potenziale legame tra una serie di incidenti. E frequenta un college femminile di Oxford nel quale si è determinati ad evitare che nel college vi siano anche studenti di sesso maschile.
In questo episodio ha anche fine, tragicamente, la conoscenza di Endeavour con la avvenente signora, conosciuta a Venezia, ed il marito.